# Młodzieżowe Mistrzostwa Polski Par Klubowych na Żużlu 1995
Młodzieżowe Mistrzostwa Polski Par Klubowych na Żużlu 1995 – zawody żużlowe, mające na celu wyłonienie medalistów młodzieżowych mistrzostw Polski par klubowych w sezonie 1995. Rozegrano trzy turnieje eliminacyjne oraz finał, w którym zwyciężyli żużlowcy Polonii Piła.

## Finał
- Piła, 20 czerwca 1995
- Sędzia: Ryszard Głód

| Miejsce | Kluby                 | Suma | Zawodnicy                                         | Punkty                                           |
| ------- | --------------------- | ---- | ------------------------------------------------- | ------------------------------------------------ |
| złoto   | Polonia Piła          | 24   | Waldemar Walczak Rafał Dobrucki Rafał Kowalski    | 9 (1,1,2,3,1,1) 15 (2,2,3,2,3,3) ns              |
| srebro  | Włókniarz Częstochowa | 23   | Rafał Osumek Sebastian Ułamek Piotr Ułamek        | 8 (2,0,2,0,2,2) 15 (3,3,3,3,3,0) ns              |
| brąz    | Apator Elektrim Toruń | 20   | Tomasz Bajerski Wiesław Jaguś Robert Kościecha    | 8 (d,3,1,1,1,2) 12(3,d,3,3,0,3) ns               |
| 4       | Unia Leszno           | 18   | Robert Mikołajczak Damian Baliński Adam Skórnicki | 11 (2,3,1,2,2,1) 6 (1,2,t,–,–,3) 1 (–,–,–,1,0,–) |
| 5       | Stal Van Pur Rzeszów  | 17   | Maciej Kuciapa Rafał Wilk Rafał Trojanowski       | 3 (0,3,w,–,–,–) 11 (1,0,2,2,3,3) 3 (–,–,–,u,1,2) |
| 6       | Unia Tarnów           | 16   | Grzegorz Rempała Tomasz Rempała Grzegorz Mróz     | 11 (1,1,3,2,2,2) 5 (2,2,1,–,0,0) 0 (–,–,–,0,–,–) |
| 7       | Motor Lublin          | 5    | Robert Dados Tomasz Piszcz Piotr Pietsch          | 4 (3,1,d,w,–,–) 1 (t,–,1,u,–,–) 0 (–,u,–,–,–,–)  |